# Clinodiplosis araneosa
Clinodiplosis araneosa är en tvåvingeart som beskrevs av Ephraim Porter Felt 1912. Clinodiplosis araneosa ingår i släktet Clinodiplosis och familjen gallmyggor. Inga underarter finns listade i Catalogue of Life.